# Mameli Barbara
Mameli Barbara (Trapani, 28 ottobre 1908 – Roma, 16 febbraio 2001) è stato un disegnatore italiano, fu vignettista, illustratore, cartellonista cinematografico e giornalista.

## Biografia
Figlio di Luigi e Rosa Bertolini. Dopo aver frequentato per alcuni anni il Liceo “Ximenes” nella città natale, conseguì la maturità classica al “Visconti” di Roma. Frequentò poi l'Accademia di Belle arti .
Sposato con Noemi Monacelli, non ebbe figli.
Iniziò subito a disegnare per le pagine satiriche sportive, collaborando prima al Brillante, a Il Littoriale, a Il Tifone e, via via, con decine di riviste e quotidiani, tra cui: Marc'Aurelio; «Bertoldo» (Milano, 1936-1943); «La tradotta del fronte giulio» (Slovenia e Dalmazia, 1942); «Pasquino» (Roma, 1943); «Marforio» (Roma, 1944); «Pettirosso» (Roma, 1944).
Nel dopoguerra collaborò a «Orlando» (Roma, 1945); «Marc'Antonio» (Roma, 1946); «Il Pollo» (Roma, 1946); «Il Travaso» (Roma, 1946); «Il Minuto» (1946); «Belzebù» (Roma, 1947); «La Sigaretta» (Roma, 1947); «Semplicissimo» (Roma, 1948); «Travasissimo» (Roma, 1948); «Colombo» (Roma, 1949); «L'Elefante» (Roma, 1949); «Pace e Libertà» (Milano, 1953); «Oplà» (Torino, 1955); «Pace e Lavoro» (Milano, 1955); «Roba da pazzi» (Roma, 1955); Gazzettino di Venezia; «La signorina Sette»; «Il Corriere» (Roma); La Stampa; «Lo Spettacolo d'Italia»; «Gioventù Fascista»; «Gente Nostra»; «Italia Nuova»; «L'Opinione»; «Il Punto»; «La Sera di Roma»; «Il Popolo»; «Rivistissima»; «Bazar»; «8otto»; Giornale di Sicilia e il Giornale d'Italia. Fu inoltre autore di alcuni manifesti pubblicitari.
A renderlo famoso furono le “donnine” e “signorine” a cui si dedicò dagli esordi e che gli assicurarono un posto preminente tra gli illustratori erotici italiani del suo tempo, inventori delle «pin-up all'italiana».
Non meno graffiante fu il suo impegno come vignettista di satira politica.
Ma l'umorista siciliano è stato, soprattutto, il leader dei disegnatori cosiddetti “mondani”: celebri rimangono le sue avvenenti ragazze, rappresentate in molteplici serie di vignette: Dal dottore, Quartieri alti, Donne, donne, Quando lei è così, Amor, amor, dove i temi dominanti sono il “gallismo” maschile e la civetteria femminile.